# 普通球粒隕石

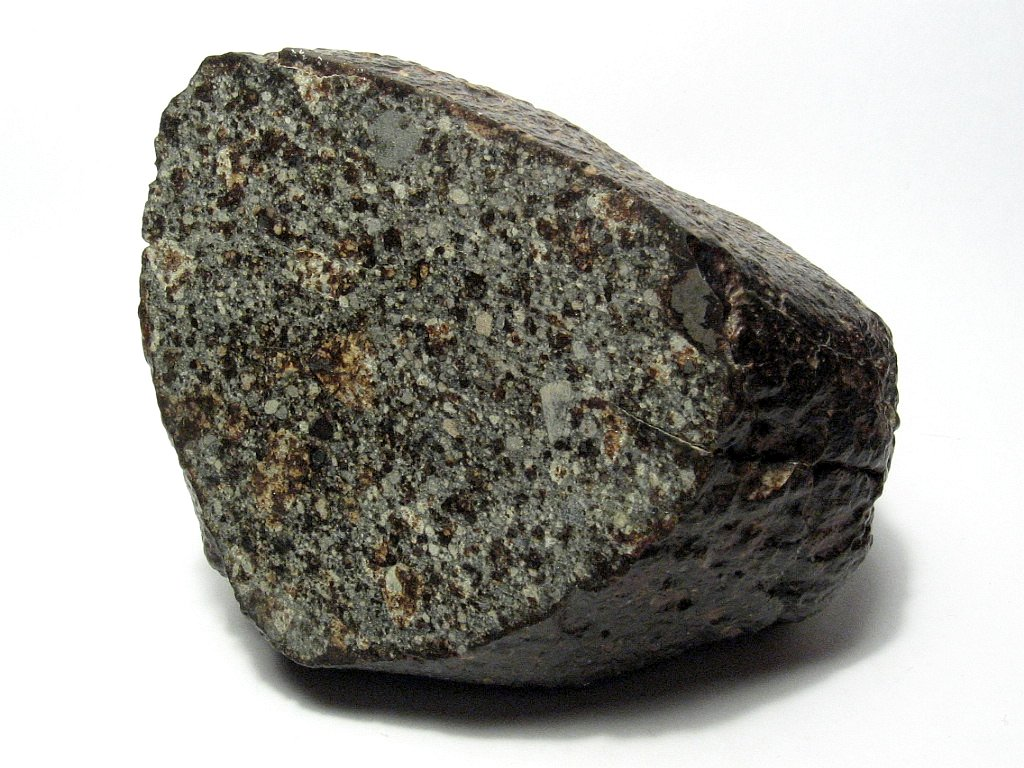
普通球粒隕石NWA 869

普通球粒隕石（有時被稱為O球粒隕石）是一種常見的球粒隕石。它也是迄今找到隕石中為數最多的，佔87%。故冠以“普通”二字。
但有趣的是，天文學家懷疑普通球粒隕石並非來自一顆典型的小行星，其“普通”只是這顆小行星的軌道使它的碎片易於到達地球使然。在小行星帶內的柯克伍德空隙或長期共振皆存在這種軌道。事實上，在眾多已知的小行星當中，只有一顆不起眼的小行星3628被發現具有與普通球粒隕石相似的光譜。
普通球粒隕石中的H球粒隕石（佔普通球粒隕石的46%），被認為有可能源自韶神星，但由於韶神星受撞擊後相信出現了金屬的熔融，故此其光譜與普通球粒隕石並不相似。
總的來說，普通球粒隕石可能是來自少數某幾顆小行星的大量樣本。在太陽系的歷史中，這幾顆小行星在適當的時間在適當的位置，把大批碎片送往地球。
普通球粒隕石分成三種礦物成分不同的類別：
- H球粒隕石：在矽酸鹽中有最高鐵、高金屬，但是較低的氧化鐵含量。
- L球粒隕石：在矽酸鹽中鐵的含量低、金屬量低、但是氧化鐵的量較高。
- LL球粒隕石：在矽酸鹽中鐵和金屬的含量都低，但氧化鐵的含量最高。